# NGC 721
NGC 721 (również PGC 7097 lub UGC 1376) – galaktyka spiralna z poprzeczką (SBbc), znajdująca się w gwiazdozbiorze Andromedy. Odkrył ją Heinrich Louis d’Arrest 27 sierpnia 1862 roku.